# Stimmung
Stimmung, pour six chanteurs et six microphones, est une composition de Karlheinz Stockhausen, écrite en 1968 et commandée par la ville de Cologne pour le Collegium Vocale Köln. Sa durée est variable, du fait d'une certaine liberté laissée aux interprètes, celle des quatre enregistrements actuellement disponibles sur le marché dépasse une heure. Elle porte le numéro 24 dans le catalogue du compositeur. Elle a parfois été qualifiée d'œuvre à la fois sérielle et tonale,, bien qu'elle soit en réalité fort éloignée de ce que l'on place habituellement sous ces deux concepts. Elle tire son origine d'une précédente œuvre non terminée, écrite en 1960, intitulée Monophonie.

## Historique et influences
Stimmung a été composé aux États-Unis en février et mars 1968, alors que Stockhausen revenait d'un voyage en Californie, au Mexique et à Hawaï. Elle est dédiée au peintre Mary Bauermeister. Le compositeur écrit l'œuvre près du détroit de Long Island, sous la neige, une mer gelée et un fort vent continu.
Une influence souvent mentionnée à propos de Stimmung est celle qu'a exercée le minimaliste La Monte Young, et la musique qu'il développe dans les années 60 avec son ensemble The Dream Syndicate. Bien que Young ait été l'étudiant de Stockhausen, Stimmung est une pièce « à la La Monte Young », d'après Steve Reich.

## Structure
L'œuvre est composé de 51 sections, la plupart étant consacrées à l'invocation d'une divinité avec des jeux mélodiques et rythmiques sur des mots répétés. Un chœur mixte fait entendre des ostinatos en polyphonie en même temps qu’un soliste : les sons émis par cette voix de basse sont des onomatopées. Il y a des jeux de souffle sur les sons « f », « ch », « i » et « u » puis apparaissent deux textes en allemand en parlé-chanté (sprechgesang), constitués par deux poèmes érotiques de Stockhausen. C’est une œuvre écrite dans un style de la deuxième moitié du XXe siècle, style « contemporain », marqué par l’emploi du parlé-chanté et des jeux de souffle.
Lors de l'exécution de la pièce, le concert se présente comme un « feu de camp hippie », les chanteurs s'assoient en cercle sur le sol, dans la position du lotus.
L'œuvre se compose de 51 phases interprétées les unes après les autres. C'est autour de la note pivot si bémol que la pièce se déroule. Par moments, les interprètes doivent choisir un nom de Dieu (pré-noté sur la partition) et le chanter. On peut parler de Stimmung comme d'une œuvre indéterminée dans le sens que ce sont les interprètes qui choisissent le parcours mélodique et syllabique de la pièce.

## Réception et influence
Stimmung a été créé à Paris le 9 décembre 1968 à la Maison de la radio et a reçu un accueil favorable, ainsi que lors de ses représentations successives en Europe. Certains critiques se sont montrés réservés au sujet des poèmes osés écrits par le compositeur et de l'aspect rituel de la pièce.
Stimmung aura une influence sur certains compositeurs de musique spectrale, notamment Tristan Murail, Magnus Lindberg, Gérard Grisey,.

## Discographie
- Collegium Vocale Köln : Dagmar Apel, Gaby Rodens, sopranos ; Helga Albrecht, alto ; Wolfgang Fromme (dir.) et Georg Steinhoff, ténor ; Hans-Alderich Billig, basse (30-31 octobre 1969, LP Deutsche Grammophon 2720025 / 2561 043) (BNF 38075429)
- Collegium Vocale Köln : Dagmar von Biel et Gaby Ortmann-Rodens, sopranos ; Helga Hamm-Albrecht, alto ; Wolfgang Fromme et Helmut Clemens, ténor ; Hans Alderich Billig, basse ; dir. Karlheinz Stockhausen (1969, « Zeitgenössische Musik in der Bundesrepublik Deutschland vol. 7 », LP Deutsche Harmonia Mundi) (OCLC 179764113)
- Singcircle : Suzanne Flowers, Penelope Walmsley-Clark, Nancy Long, Rogers Covey-Crump, Gregory Rose (dir.), Paul Hillier (27-28 janvier 1983, Hyperion CDA66115) (OCLC 61747241)
- Theatre of Voices : Else Torp, Louise Skovbæch, Clara Sanabras, Wolodymyr Smishkewych, Kasper Eliassen, Andrew Hendricks, dir. Paul Hillier – version Copenhague (2006, SACD Harmonia Mundi HMU 807408) (OCLC 717345600)